# World Wrestling All-Stars
La World Wrestling All-Stars (WWA) est une fédération de catch (lutte professionnelle) australienne fondée par l'organisateur de concerts Andrew McManus (en).
Elle est créée en 2001 peu de temps après le rachat de la World Championship Wrestling (WCW) par la World Wrestling Federation (WWF). Il engage Jeremy Borash, un des commentateurs et booker de la WCW, ainsi que plusieurs catcheurs de la WCW.
La WWA organise son premier spectacle en Australie le 19 octobre 2001. Une semaine plus tard, la WWA produit l'émission en paiement à la séance The Inception où a lieu le tournoi désignant le premier champion du monde poids lourd de cette fédération. La WWA quitte l'Australie pour aller en tournée en Europe.
Au printemps 2002, Jeff Jarrett (qui est alors le champion du monde poids lourd de la WWA) fonde la Total Nonstop Action Wrestling qui enregistre des émissions chaque semaine et engage la plupart des catcheurs travaillant à la WWA. Cela aboutit à la fermeture de la WWA après le 25 mai 2003.

## Histoire de la fédération
Avant de fonder la World Wrestling All-Stars (WWA), Andrew McManus (en) est organisateur de concert en Australie et a notamment organisé des tournées pour KISS ou encore Julio Iglesias. Au printemps 2001, la World Wrestling Federation (WWF) rachète la World Championship Wrestling (WCW) et l'Extreme Championship Wrestling (ECW) se déclare en banqueroute,. La WWF ne peut pas engager tous les catcheurs de ces fédérations et McManus décide de créer la World Wrestling All-Stars avec pour objectif d'être une fédération concurrente de la WWF. Pour cela, il engage Jeremy Borash qui va s'occuper du booking des combats de catch en plus d'être commentateur durant les futures émissions en paiement à la séance. Borash recrute de nombreux catcheurs de la WCW ainsi que Jerry Lawler qui va l'assister à la table des commentateurs et Bret Hart qui va être la figure d'autorité à la scène de la fédération.
Le premier spectacle de la WWA a lieu le 19 octobre 2001 à Perth et le match phare voit The Road Dogg battre Jeff Jarrett pour devenir le premier champion du monde poids lourd de la WWA,. Une semaine plus tard a lieu The Inception, la première émission de la WWA en paiement à la séance. Ce jour-là, Juventud Guerrera devient champion international des poids lourd légers de la WWA après sa victoire sur Psicosis dans un match de l'échelle. Il y a aussi un tournoi afin de désigner le champion du monde poids lourd de la WWA et Jeff Jarrett bat The Road Dogg en finale dans un match en cage. Après ce spectacle, les catcheurs de la WWA partent pour une brève tournée en Grande-Bretagne.
Après cette tournée, la WWA décide d'aller à Las Vegas pour l'enregistrement de The Revolution, la seconde émission en paiement à la séance,. Afin de séduire le public américain, la WWA annonce la venue de Kevin Nash, Scott Hall et Randy Savage mais aucun accord est trouvé concernant leur contrat et ces derniers ne viennent pas,. Ces promesses non tenus, les problèmes de production ainsi que la qualité plutôt médiocre des matchs et des segments d'interviews de Bret Hart et de Larry Zbyszko entre les combats valent à cette émission de mauvaises critiques,. La WWA retourne en Australie où Jeff Jarrett perd son titre de champion du monde poids lourd face à Nathan Jones le 7 avril. Le règne de Jones ne dure que cinq jours puisqu'il perd son titre face à Scott Steiner durant The Eruption. Jones et Steiner s'engagent avec la World Wrestling Entertainment quelques mois plus tard,. Dans le même temps, Jarrett fonde avec son père Jerry la Total Nonstop Action Wrestling (TNA) et engage Borash ainsi que plusieurs catcheurs apparaissant à la WWA. Une deuxième tournée en Europe a lieu en décembre où la WWA produit The Retribution le 6 décembre à Glasgow. Les catcheurs vedettes de cette tournée sont Lex Luger et Sting, Luger est d'ailleurs champion du monde poids lourd de la WWA en battant Sting au cours de The Retribution et Sting lui succède une semaine plus tard. La qualité des matchs, déjà critiqué en février fait là aussi défaut au cours de The Retribution.
La WWA fait une dernière tournée en Australie et annonce le 17 mars 2003 l'organisation d'un spectacle en Nouvelle-Zélande à Auckland le 25 mai pour The Reckoning,. Au cours de The Reckoning, les deux championnats de la WWA sont unifiés avec ceux utilisés par la TNA.  Chris Sabin, qui est champion de la division X de la TNA bat Frankie Kazarian, Johnny Swinger et le champion international des poids lourd légers de la WWA Jerry Lynn ; le match phare voit la victoire de Jeff Jarrett sur Sting pour unifier le championnat du monde poids lourd de la WWA avec le championnat du monde poids lourd de la National Wrestling Alliance. Il s'agit du dernier spectacle de la WWA car Andrew McManus (en) fait face à des problèmes financiers liés à son activité d'organisateur de concerts.
Le 27 juin 2017, McManus annonce la vente de la WWA à Wade Brewer.

## Les championnats de laWorld Wrestling All-Stars

### WWA World Heavyweight Championship
Le WWA World Heavyweight Championship (que l'on peut traduire par championnat du monde poids lourd de la WWA) est le championnat majeur de la World Wrestling All-Stars. Il est créé le 19 octobre 2001 quand The Road Dogg bat Jeff Jarrett. Entre 2001 et 2003, six catcheurs ont détenu ce titre pour sept règne et a été vacant à deux reprises.
| # | Champion      | Règne | Date             | Durée              | Lieu                      | Note | Réf    |
| - | ------------- | ----- | ---------------- | ------------------ | ------------------------- | --- | ------ |
| 1 | The Road Dogg | 1     | 19 octobre 2001  | 7 jours            | Perth                     | Il bat Jeff Jarrett | [ 4 ]  |
| - | Vacant        | 1     | 26 octobre 2001  | moins d’un jour    | Sydney                    | La WWA décide de rendre le titre de champion du monde poids lourd de la WWA vacant pour The Inception.                                         | ,      |
| 2 | Jeff Jarrett  | 1     | 26 octobre 2001  | 5 mois et 12 jours | Sydney                    | Il bat The Road Dogg en finale d'un tournoi dans un match en cage.                                                                             | ,      |
| 3 | Nathan Jones  | 1     | 7 avril 2002     | 6 jours            | Sydney                    | Il est le seul australien à détenir ce titre.                                                                                                  | [ 11 ] |
| 4 | Scott Steiner | 1     | 13 avril 2002    | NC                 | Melbourne                 | | [ 12 ] |
| - | Vacant        | 2     | novembre 2002    | NC                 | NC                        | Steiner vient de signer un contrat avec la World Wrestling Entertainment.                                                                      | [ 22 ] |
| 5 | Lex Luger     | 1     | 6 décembre 2002  | 7 jours            | Glasgow Écosse            | Il bat Sting. | [ 16 ] |
| 6 | Sting         | 1     | 13 décembre 2002 | 5 mois et 12 jours | Zurich Suisse             | | [ 1 ]  |
| 7 | Jeff Jarrett  | 2     | 25 mai 2003      | moins d’un jour    | Auckland Nouvelle-Zélande | Le titre de champion du monde poids lourd de la National Wrestling Alliance de Jarrett est en jeu.                                             | [ 19 ] |
| - | Unifié        | NC    | 25 mai 2003      | NC                 | Auckland Nouvelle-Zélande | Jarrett unifie le titre de champion du monde poids lourd de la WWA avec le championnat du monde poids lourd de la National Wrestling Alliance. | [ 19 ] |

### WWA International Cruiserweight Championship
Le WWA International Cruiserweight Championship (que l'on peut traduire par championnat international des poids lourd légers de la WWA) est le championnat des poids lourd légers de la World Wrestling All-Stars.
| # | Champion          | Règne | Date            | Durée                   | Lieu                      | Notes                                                                  | Réf    |
| - | ----------------- | ----- | --------------- | ----------------------- | ------------------------- | ---------------------------------------------------------------------- | ------ |
| 1 | Juventud Guerrera | 1     | 19 octobre 2001 | NC                      | Perth                     | Il bat Psicosis                                                        | [ 4 ]  |
| - | Vacant            | 1     | octobre 2001    | NC                      | NC                        |                                                                        | [ 23 ] |
| 2 | Juventud Guerrera | 2     | 26 octobre 2001 | 1 mois et 12 jours      | Sydney                    | Il bat Psicosis dans un match de l'échelle.                            | [ 5 ]  |
| 3 | Psicosis          | 1     | 8 décembre 2001 | 2 mois et 16 jours      | Glasgow Écosse            |                                                                        | [ 23 ] |
| 4 | Eddie Guerrero    | 1     | 24 février 2002 | NC                      | Las Vegas États-Unis      |                                                                        | [ 9 ]  |
| - | Vacant            | 2     |                 | NC                      | NC                        | Guerrero vient de signer un contrat avec la World Wrestling Federation | [ 23 ] |
| 5 | A.J. Styles       | 1     | 13 avril 2002   | 1 an, 1 mois et 8 jours | Melbourne                 | Il bat Jerry Lynn en finale d'un tournoi.                              |        |
| 6 | Jerry Lynn        | 1     | 21 mai 2003     | 4 jours                 | Sydney                    |                                                                        |        |
| 7 | Chris Sabin       | 1     | 25 mai 2003     | moins d’un jour         | Auckland Nouvelle-Zélande |                                                                        |        |
| - | Unifié            | -     | 25 mai 2003     | NC                      | Auckland Nouvelle-Zélande |                                                                        |        |

## Catcheurs ayant travaillé à laWorld Wrestling All-Stars
| Nom de ring        | Nom réel                   |
| ------------------ | -------------------------- |
| Allan Funk (en)    | Allan Eric Funk            |
| Brian Adams        | Brian Keith Adams          |
| Brian Christopher  | Brian Christopher Lawler   |
| Bryan Clark        | Bryan Emmet Clark, Jr.     |
| Buff Bagwell       | Marcus Alexander Bagwell   |
| Ernest Miller (en) | Ernest Clifford Miller     |
| Disco Inferno      | Glenn Gilberti             |
| Gangrel            | Christian David Heath      |
| Jeff Jarrett       | Jeffrey Leonard Jarrett    |
| Jerry Lawler       | Jerry O'Neil Lawler        |
| Joe E. Legend      | Joseph Leonard Hitchen     |
| Konnan             | Charles Ashenoff           |
| Lex Luger          | Lawrence Wendell Pfohl     |
| Mike Sanders       | Michael Edwin Neil Sanders |
| Nathan Jones       | Nathan Jones               |
| Navajo Warrior     | Steve Greyeyes Islas       |
| Pierre Ouellet     | Carl Joseph Yvon Ouellet   |
| Reno               | Rick Cornell               |
| Rick Steiner       | Robert Rechsteiner         |
| The Road Dogg      | Brian Gerard James         |
| Sabu               | Terry Michael Brunk        |
| Saturn             | Perry Alfred Satullo       |
| Scott Steiner      | Scott Carl Rechsteiner     |
| Scott D'Amore      | Scott Francis D'Amore      |
| Shane Douglas      | Troy Martin                |
| Simon Diamond (en) | Patrick Kenney             |
| Stevie Ray         | Lash Huffman               |
| Sting              | Steve Borden               |

| Nom de ring         | Nom réel                          |
| ------------------- | --------------------------------- |
| A. J. Styles        | Allen Neal Jones                  |
| Chris Sabin         | Joshua Harter                     |
| Christopher Daniels | Daniel Christopher Covell         |
| Crowbar             | Christopher Ford                  |
| Eddie Guerrero      | Eduardo Gory Guerrero Llanes      |
| Jerry Lynn          | Jeremy Lynn                       |
| Johnny Swinger      | Joseph Dorgan                     |
| Juventud Guerrera   | Eduardo Aníbal González Hernández |
| Kazarian            | Frank Benedict Gerdelman          |
| Low Ki              | Brandon Silvestry                 |
| Norman Smiley       | Norman Anthony Smiley             |
| Psicosis            | Dionicio Castellanos              |
| Shark Boy           | Dean Roll                         |
| Tony Mamaluke       | Charles John Spencer              |